# IC 4678
IC 4678 — галактика типу EN+* () у сузір'ї Стрілець.
Цей об'єкт міститься в оригінальній редакції індексного каталогу.